# Eagle Nest
Eagle Nest is een plaats (village) in de Amerikaanse staat New Mexico, en valt bestuurlijk gezien onder Colfax County.

## Demografie
Bij de volkstelling in 2000 werd het aantal inwoners vastgesteld op 306.
In 2006 is het aantal inwoners door het United States Census Bureau geschat op 286, een daling van 20 (-6.5%).

## Geografie
Volgens het United States Census Bureau beslaat de plaats een oppervlakte van
13,5 km², waarvan 11,2 km² land en 2,3 km² water. Eagle Nest ligt op ongeveer 2626 m boven zeeniveau.

## Plaatsen in de nabije omgeving
De onderstaande figuur toont nabijgelegen plaatsen in een straal van 32 km rond Eagle Nest.